# Przekopnica wiosenna
Przekopnica wiosenna (Lepidurus apus) – skorupiak z rodziny Triopsidae. 
Wielkość ciała do 6,5 cm długości a furka do 10 cm. Grzbiet ciała okryty jest pancerzem, przyrośniętym tylko w części głowowej. Są to skorupiaki z widocznym ciemnozielonym ubarwieniem i czerwoną głową.
Jako drapieżniki w hodowli akwariowej można je karmić rurecznikami Tubifex tubifex. 
W klimacie umiarkowanym rozmnaża się partenogenetycznie. Pojawiają się wczesną wiosną (od lutego do maja) razem z dziwogłówką wiosenną. Występuje w Europie, jest największym gatunkiem w rodzaju Lepidurus.
Przekopnice prowadzą drapieżny tryb życia, w populacji występują prawie wyłącznie samice – samce pojawiają się wyjątkowo i stanowią 1% populacji)
Samice składają po kilkadziesiąt jaj w kilkudniowych odstępach czasu. Nierzadko przekopnice zjadają składane przez siebie jaja (kanibalizm). Pływają grzbietem do dołu lub pełzają po dnie. Przekopnice wiosenne giną w warunkach naturalnych już wtedy, gdy temperatura wody przekroczy 15 °C. 